# Équipe de Turquie masculine de volley-ball
Cet article traite de l'équipe masculine. Pour l'équipe féminine, voir Équipe de Turquie féminine de volley-ball.
L'équipe de Turquie de volley-ball est composée des meilleurs joueurs turcs sélectionnés par la Fédération turque de volley-ball (Türkiye Voleybol Federasyonu, TVF). Elle est actuellement classée au 37e rang de la Fédération internationale de volley-ball au 21 juillet 2014.

## Sélectionneurs
- 1958-1959 :  Nicolae Sotir
- Nicolae Murafa
- Fausto Polidori
- Emanuele Zanini
- Veljko Basić

## Palmarès et parcours

### Palmarès
- Ligue européenne
  - Vainqueur : 2019, 2021
  - Troisième : 2008, 2010

### Parcours

#### Championnats du monde
| - 1949 : Non qualifié - 1952 : Non qualifié - 1956 : 22e - 1960 : Non qualifié - 1962 : Non qualifié - 1966 : 15e - 1970 : Non qualifié - 1974 : Non qualifié - 1978 : Non qualifié - 1982 : Non qualifié |  | - 1986 : Non qualifié - 1990 : Non qualifié - 1994 : Non qualifié - 1998 : 19e - 2002 : Non qualifié - 2006 : Non qualifié - 2010 : Non qualifié - 2014 : Non qualifié - 2018 : Non qualifié - 2022 : 11e |

#### Ligue mondiale
| - 1990 : non participant - 1991 : non participant - 1992 : non participant - 1993 : non participant - 1994 : non participant - 1995 : non participant - 1996 : non participant - 1997 : non participant - 1998 : non participant - 1999 : non participant | - 2000 : non participant - 2001 : non participant - 2002 : non participant - 2003 : non participant - 2004 : non participant - 2005 : non participant - 2006 : non participant - 2007 : non participant - 2008 : non participant - 2009 : non participant | - 2010 : non participant - 2011 : non participant - 2012 : non participant - 2013 : non participant - 2014 : 22e - 2015 : 25e - 2016 : 16e - 2017 : 23e |

#### Championnat d'Europe
| - 1948 : Non qualifié - 1950 : Non qualifié - 1951 : Non qualifié - 1955 : Non qualifié - 1958 : 12e - 1963 : 11e - 1967 : 14e - 1971 : 15e - 1975 : Non qualifié - 1977 : Non qualifié - 1979 : Non qualifié - 1981 : Non qualifié |  | - 1983 : Non qualifié - 1985 : Non qualifié - 1987 : Non qualifié - 1989 : Non qualifié - 1991 : Non qualifié - 1993 : Non qualifié - 1995 : Non qualifié - 1997 : Non qualifié - 1999 : Non qualifié - 2001 : Non qualifié - 2003 : Non qualifié - 2005 : Non qualifié |  | - 2007 : 15e - 2009 : 13e - 2011 : 11e - 2013 : 14e - 2015 : Non qualifié - 2017 : 11e - 2019 : 12e - 2021 : 10e |

#### Ligue européenne
| - 2004 : 5e - 2005 : 4e - 2006 : 4e - 2007 : 5e - 2008 : 3e - 2009 : 5e - 2010 : 3e - 2011 : 11e - 2012 : Finaliste - 2013 : 4e | - 2014 : 8e - 2015 : 6e - 2016 : Non qualifié - 2017 : Non qualifié - 2018 : 3e - 2019 : Vainqueur - 2021 : Vainqueur - 2022 : Finaliste |